# Strobilanthes gigantodes
Strobilanthes gigantodes là một loài thực vật có hoa trong họ Ô rô. Loài này được Lindau miêu tả khoa học đầu tiên năm 1897.